# Eyasi 1
Eyasi 1 ist die Bezeichnung für einen teilweise erhaltenen homininen Schädel einer vermutlich erwachsenen Frau, der am 29. November 1935 als Oberflächenfund am Rande des Eyasisees im Norden Tansanias von Ludwig Kohl-Larsen geborgen wurde. Der Schädel war in zahlreiche Einzelteile zerbrochen, jedoch konnten insbesondere der hintere Bereich des Schädeldachs verlässlich sowie die vorderen und seitlichen Knochen mit Lücken zwischen ihnen rekonstruiert werden. Außerdem wurden mehrere Zähne entdeckt. Der Schädel ist neben den Fossilien Ndutu 1, Bodo 1 und Florisbad 1 einer von bislang sehr wenigen Belegen für den evolutiven Übergang von Homo erectus zu Homo sapiens.
Verwahrort des Schädels ist das Institut für Ur- und Frühgeschichte der Eberhard Karls Universität Tübingen.

## Historische Namensgebungen
Bereits 1935 – vor einer detaillierten Beschreibung durch seinen Entdecker – benannte Thomas F. Dreyer den Schädel im Zusammenhang mit einem eigenen Fund, dem Fossil Florisbad 1, als „Africanthropus“. 1936 bezeichneten Hans Reck und Kohl-Larsen den Schädel als „Palaeoanthropus njarasensis“, wobei das Epitheton njarasensis auf den Fundort im damals so genannten Njarasa-Graben verweist, in dem auch der Eyasisee liegt, der damals als Njarasasee bezeichnet wurde. 1939 benannte Hans Weinert den Fund „des ersten Affenmenschen aus Ostafrika“ in „Africanthropus njarasensis“ um, was in Einklang steht mit den Internationalen Regeln für die Zoologische Nomenklatur, da der gültige Name eines Taxons stets der älteste verfügbare Name ist, für diesen Fund also die Gattungs-Bezeichnung „Africanthropus“ mit dem Fossil Eyasi 1 als Holotypus.

## Funde und Artzugehörigkeit
Außer dem Schädel Eyasi 1 wurden in den 1930er-Jahren von Kohl-Larsen das Bruchstück eines weiteren Hinterhauptbeins (Eyasi 2) sowie mehrere kleinere Schädel-Bruchstücke und einzelne Zähne (Eyasi 3) entdeckt. 1993 wurde schließlich ein weiteres, teilweise erhaltenes Hinterhauptbein („Eyasi IV“ = Eyasi 6) entdeckt; Eyasi 4 und Eyasi 5 sind zwei Unterkiefer-Bruchstücke. Die 1996 veröffentlichte Beschreibung des Fossils Eyasi 6 referierte mehrere Studien, in denen das Alter der geologischen Formationen im Bereich der Fundstelle analysiert wurde, und kam zu dem Schluss, dass alle Schädelfunde rund 200.000 bis 300.000 Jahre alt sind und aus diesem Grund sowie wegen der Beschaffenheit der Schädelknochen dem frühen anatomisch modernen Menschen (Homo sapiens) zuzuschreiben sind. Erik Trinkaus stimmte dieser Zuschreibung im Jahr 2004 zu und verwies zusätzlich auf Steinwerkzeuge aus dem Middle Stone Age, die im Umkreis der Fossilienfunde aufgesammelt wurden. 2008 ergaben mehrere Uran-Thorium-Datierungen ein deutlich jüngeres Alter zwischen 132.000 und 88.000 Jahren.
Für Irritationen hatte Anfang der 1980er-Jahre eine Datierung der Funde durch Reiner Protsch gesorgt, der ihnen ein weitaus höheres Alter zugeschrieben und sie als Homo rhodesiensis eingeordnet hatte. Der US-amerikanische Archäologe Michael James Mehlman kritisierte dessen Veröffentlichung 1984 wegen „schwerwiegender Inkonsistenzen in den Daten“ als „Falschdarstellung“ und publizierte so erste Hinweise auf wissenschaftliches Fehlverhalten (insbesondere frei erfundene Datierungen von Fossilien), das Jahre später zu Strafanzeigen gegen Protsch, zu einer Verurteilung wegen Unterschlagung und Urkundenfälschung sowie zur Schließung des Frankfurter Instituts für Anthropologie und Humangenetik für Biologen führte.

## Belege
1. ↑  Thomas F. Dreyer: A human skull from Florisbad, Orange Free State, with a note on the endocranial cast by C. U. Ariens Kappers. In: Proceedings of the Koninklijke Nederlandse Akademie van Wetenschappen, Amsterdam. Band 38, 1935, S. 119–128.
2. ↑  Hans Reck und Ludwig Kohl-Larsen: Erster Überblick über die jungdiluvialen Tier- und Menschenfunde Dr. Kohl-Larsen's im nordöstlichen Teil des Njarasa-Grabens (Ostafrika) und die geologischen Verhältnisse des Fundgebietes. In: Geologische Rundschau. Band 27, 1936, S. 401–441, doi:10.1007/BF01765919.
3. ↑  Hans Weinert: Africanthropus njarasensis. Beschreibung und phyletische Einordnung des ersten Affenmenschen aus Ostafrika. In: Zeitschrift für Morphologie und Anthropologie. Band 38, 1939, S. 252–307.
4. ↑  Günter Bräuer und Audax Z. P. Mabulla: New Hominid Fossil from Lake Eyasi, Tanzania. In: Anthropologie. Band 34, Nr. 1–2, 1996, S. 47–53, Volltext (PDF).
5. ↑  Eintrag Eyasi in: Bernard Wood: Wiley-Blackwell Encyclopedia of Human Evolution. 2 Bände. Wiley-Blackwell, Chichester u. a. 2011, ISBN 978-1-4051-5510-6.
6. ↑  Erik Trinkaus: Eyasi 1 and the suprainiac fossa. In: American Journal of Physical Anthropology. Band 124, Nr. 1, 2004, S. 28–32, doi:10.1002/ajpa.10336, Volltext (PDF).
7. ↑  Manuel Domínguez-Rodrigo et al.: A new archaic Homo sapiens fossil from Lake Eyasi, Tanzania. In: Journal of Human Evolution. Band 54, Nr. 6, 2008, S. 899–903, doi:10.1016/j.jhevol.2008.02.002, Volltext.
8. ↑  Reiner Protsch: The Eyasi hominids I, II, and III. A new morphological analysis based on a reconstruction, description, and dating of the Eyasi hominids. In: ders. (Hrsg.): Die archäologischen und anthropologischen Ergebnisse der Kohl-Larsen-Expeditionen in Nord-Tansania 1933–1939. Band 3: The palaeoanthropological finds of the Pliocene and Pleistocene. Verlag Archaeologica Venatoria, Tübingen 1981, S. 31–181.
9. ↑  Michael James Mehlman: Archaic Homo sapiens at Lake Eyasi, Tanzania: Recent misrepresentations. In: Journal of Human Evolution. Band 13, Nr. 6, 1984, S. 487–501, doi: 10.1016/S0047-2484(84)80003-2.

Koordinaten: 3° 32′ 26″ S, 35° 16′ 5″ O